# Real Santa Barbara
Real Santa Barbara is een voormalige Amerikaanse voetbalclub uit Santa Barbara, Californië. De club werd opgericht in 1989 en opgeheven in 1990. De club speelde één seizoen in de Western Soccer Alliance en één seizoen in de American Professional Soccer League. Hierin werden geen aansprekende resultaten behaald.

## Bekende (oud-)spelers
- Paul Krumpe